# حريق مجمع نهر الأفعى
حريق مجمع نهر الأفعى هو عبارة عن مجموعة كبيرة من حرائق الغابات المشتعلة في أيداهو وواشنطن وأوريغون. بدأ الحريق بالقرب من لويستون أيداهو في 7 يوليو 2021. وأحرق 109.444 فدانًا (44290 هكتارًا) قبل احتوائه.

## الأحداث

### يوليو
تم الإبلاغ عن حريق مجمع نهر الأفعى لأول مرة في 7 يوليو 2021 في حوالي الساعة 6:45 صباحًا بتوقيت المحيط الهادئ بالقرب من لويستون، أيداهو.

### السبب
يُعتقد أن سبب الحريق يرجع إلى البرق.

### الاحتواء
اعتبارًا من 17 يوليو 2021 تم احتواء الحريق بنسبة 31٪، واعتبارًا من 2 أغسطس تم احتواء 87٪.